# Россошь (Кашарский район)
Россошь — село в Кашарском районе Ростовской области.
Входит в состав Первомайского сельского поселения.

## География

### Улицы
| - ул. Лесная - ул. Луговая - ул. Молодёжная - ул. Садовая - ул. Центральная | - пер. Дачный - пер. Колхозный |

## Население
| 2010 |
| ---- |
| 572  |